# Spiro Malandrakis
Spiro Malandrakis (* 23. Dezember 1982 in Montreal, Québec) ist ein kanadischer Schauspieler und Synchronsprecher.

## Leben
Malandrakis wurde am 23. Dezember 1982 in Montreal geboren, wo er auch aufwuchs. Mit 15 Jahren begann er auf verschiedenen Bühnen mit der Schauspielerei. Sein Fernsehdebüt machte er im Jahr 2002 in zwei Episoden der Fernsehserie Undressed – Wer mit wem?. Er hielt aber auch dem Theater die Treue und wirkte unter anderem an dem Stück Little Blood Brother mit.
2009 erhielt er eine Rolle in dem Spielfilm The Wild Hunt. 2013 war er in dem Fernseh-Zweiteiler CAT. 8 – Wenn die Erde verglüht… in der Rolle des Officer Tim Davis zu sehen. Er übernahm viele Episodenrollen in Fernsehserien wie Ascension, Quantico und Saving Hope. Größere Serienrollen hatte er als Frank Ferney in der Fernsehserie 19-2.
Er wirkt als Sprecher für kommerzielle Werbespots und war in Werbungen für Marken wie Sports Experts, Best Buy, Sloche, YOP und EconoMax.

## Filmografie
- 2002: Undressed – Wer mit wem? ((MTV's) Undressed) (Fernsehserie, 2 Episoden)
- 2003: Going for Broke (Fernsehfilm)
- 2005: Naked Josh (Fernsehserie, Episode 2x06)
- 2006: Last Exit (Fernsehfilm)
- 2006: Lost Girl Found (Kurzfilm)
- 2008: Voices (Fernsehfilm)
- 2008: Sophie (Fernsehserie, Episode 1x10)
- 2009: The Wild Hunt
- 2010: Second Chances (Fernsehfilm)
- 2011: The Future Is Now!
- 2012: The Good Lie
- 2013: CAT. 8 – Wenn die Erde verglüht… (CAT. 8) (Fernsehfilm)
- 2013: In Faustian Fashion (Kurzfilm)
- 2014: Code 619 (Kurzfilm)
- 2014: The Lottery (Fernsehserie, Episode 1x04)
- 2014: Bauernopfer – Spiel der Könige (Pawn Sacrifice)
- 2014: Ascension (Fernsehserie, Episode 1x01)
- 2014: A Stranger in My Home (Fernsehserie, Episode 2x03)
- 2015: Sweet As (Kurzfilm)
- 2015: The Fixer (Mini-Serie, 4 Episoden)
- 2015: Quantico (Fernsehserie, Episode 1x02)
- 2016: Real Detective (Fernsehserie, Episode 1x01)
- 2016: 19-2 (Fernsehserie, 6 Episoden)
- 2017: Saving Hope (Fernsehserie, Episode 5x08)
- 2017: Im Zweifel glücklich (Brad’s Status)
- 2017: Cry Wolf (Kurzfilm)
- 2018: Victor Lessard (Fernsehserie, 4 Episoden)
- 2019: Legally, No (Kurzfilm)
- 2020: Cherish the Day (Fernsehserie, Episode 1x04)
- 2020: A Christmas Choice (Kurzfilm)